# Хайрюзовский сельсовет
Хайрюзовский сельсовет — муниципальное образование со статусом сельского поселения и административно-территориальное образование в Троицком районе Алтайского края России. Административный центр — село Хайрюзовка. В 2011 году Хайрюзовский сельсовет был укрупнён путём объединения с Горновским, Ельцовским, Новоеловским, Усть-Гавриловским сельсоветами.

## Население
| 1997  | 1998  | 1999  | 2000  | 2001  | 2002  |
| ----- | ----- | ----- | ----- | ----- | ----- |
| 829   | ↗846  | ↘812  | ↘798  | ↘790  | ↘750  |
| 2003  | 2004  | 2005  | 2006  | 2007  | 2008  |
| ↘724  | →724  | ↘686  | ↘652  | ↘553  | ↘506  |
| 2009  | 2010  | 2011  | 2012  | 2013  | 2014  |
| ↗547  | ↘512  | ↘511  | ↗2645 | ↘2574 | ↘2523 |
| 2015  | 2016  | 2017  | 2018  | 2019  | 2020  |
| ↘2485 | ↘2422 | ↗2424 | ↗2428 | ↘2350 | ↘2329 |
| 2021  |       |       |       |       |       |
| ↘2276 |       |       |       |       |       |

По результатам Всероссийской переписи населения 2010 года, численность населения муниципального образования составила 512 человек, в том числе 223 мужчины и 289 женщин. Оценка Росстата на 1 января 2012 года (после объединения сельсоветов) — 2645 человек.

## Населённые пункты
В состав сельского поселения входит 7 населённых пунктов:
- село Гордеевка,
- село Горновое,
- село Ельцовка,
- село Новоеловка,
- село Талдинка,
- село Усть-Гавриловка,
- село Хайрюзовка.

## Палеонтология
В 2017 году жители села Гордеевка в Большой речке нашли головку бедренной кости мамонта возрастом не менее 10 тыс. лет.